# Внутрішньошлункова рН-метрія

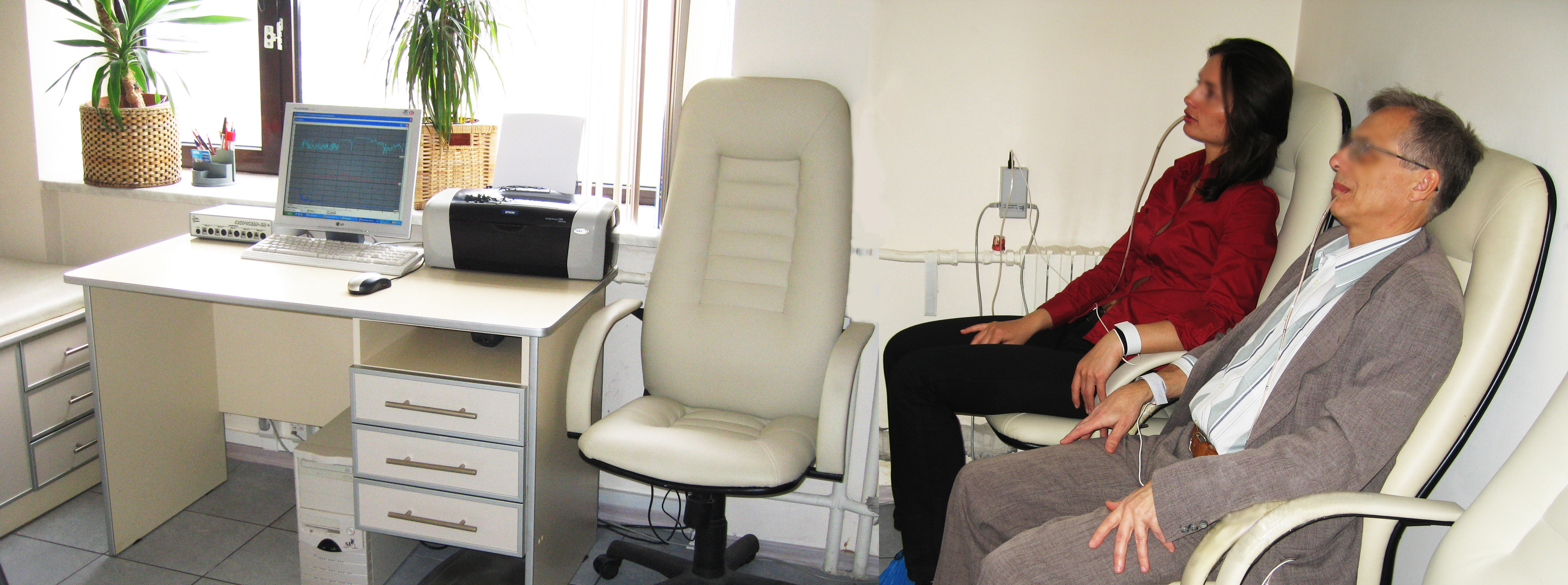
Короткочасна внутрішньошлункова рН-метрія за допомогою багатомісного ацидогастрометра

Внутрішньошлункова рН-метрія  — метод функціонального дослідження верхніх відділів шлунково-кишкового тракту, який ґрунтується на вимірюванні кислотності безпосередньо в просвіті органу.

## Клінічне значення рН-метрії
Клінічне значення рН-метрії верхніх відділів травного тракту полягає в найкращій діагностиці функціональних порушень при кислотозалежних захворюваннях шлунково-кишкового тракту, що дозволяє у всіх випадках, особливо при поєднаних патологіях, виробити адекватну тактику лікування та контролювати хід лікування. рН-метрія особливо важлива у випадках, коли стандартні схеми лікування гастроентерологічних, а також потенційно пов'язаних з ними кардіальних, бронхолегеневих, лорфарінгеальних, стоматологічних та ін патологій не дають позитивного результату.

## Види внутрішньошлункової рН-метрії
Виділяють такі основні види внутрішньошлункової рН-метрії:
- Езофаго-рН-моніторинг (протягом 24 годин і більше)
- Добова рН-метрія шлунка (протягом 24 годин і більше)
- Короткочасна внутрішньошлункова рН-метрія (протягом 2-3 годин)
- Експрес рН-метрія (протягом 15-20 хвилин)
- Ендоскопічна рН-метрія (під час гастроскопії)

## Короткочасна внутрішньошлункова рН-метрія
Короткочасна внутрішньошлункова рН-метрія використовується для дослідження кислотоутворюючої і кислотонейтралізуючої функцій шлунка в базальних умовах і після стимуляції (гістаміном або пентагастрином). Вимірюються середні рівні рН в різних відділах шлунка, і по них робиться висновок.

## Експрес рН-метрія
При експрес рН-метрії визначається тільки базальний рівень кислотності, тобто вирішується питання про наявність або відсутність соляної кислоти і визначається рівень рН у тілі шлунка.

## Показання для проведення внутрішньошлункової рН-метрії
Показаннями для проведення рН-метрії є:
- Гастроезофагеальна рефлюксна хвороба (ГЕРХ)
- Виразкова хвороба шлунка та дванадцятипалої кишки
- Різні форми хронічного гастриту, дуоденіту, диспепсії
- Синдром Золлінгера — Еллісона
- Стравохід Барретта
- Оцінка дії лікарських засобів, що знижують секрецію, їх індивідуальний підбір для хворого
- Стану після резекції шлунка

## Прилади для внутрішньошлункової рН-метрії

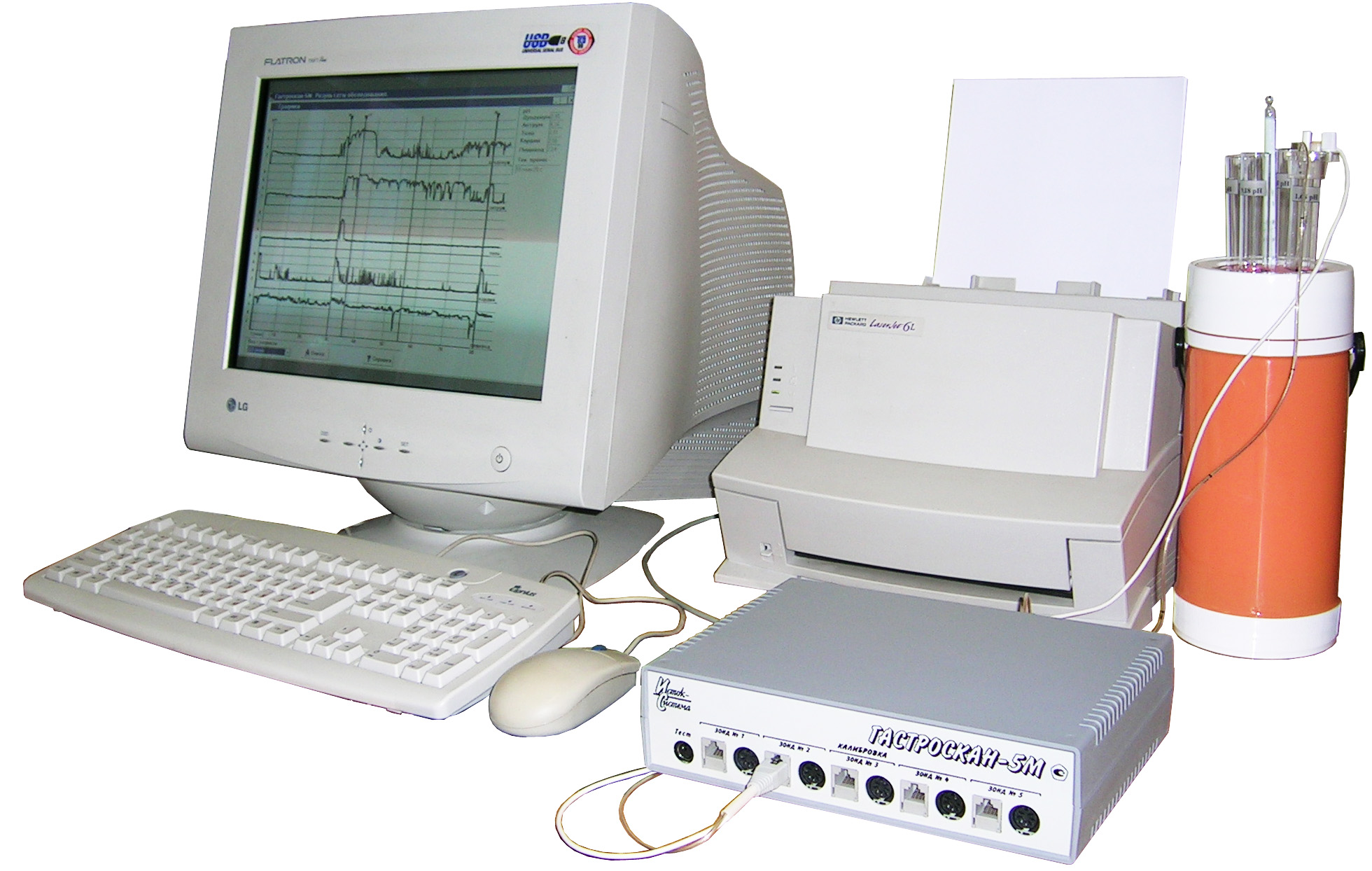
Стаціонарний ацидогастрометр Гастроскан-5М для внутрішньошлункової рН-метрії у п'яти пацієнтів одночасно

Для проведення внутрішньошлункової рН-метрії може застосовуються: ацідогастрограф «АГ-1рН-М», розроблений у Вінницькому національному медичному університеті ім. М. І. Пирогова, прилад «Digitapper» фірми Медтронік (англ. Medtronic) (США) або багатомісний ацидогастрометр «Гастроскан-5» російського підприємства «Істок-Система».